# Alessandro Citolini
Alessandro Citolini (c. 1500, Serravalle, Vittorio Veneto, en Treviso)- c. 1582, Londres) fue un gramático y un comprendiador de datos italiano del siglo XVI, emigrado a Londres por su vinculación al luteranismo.

## Trayectoria
Alessandro Citolini (a veces denominado Cittolini o Citolino), era hijo de Teofilo Citolini, nacido hacia 1500, en la provincia de Treviso. Como miembro de una familia de recursos, pudo tener una buena formación cultural, que se reflejará en sus escritos. En Serravalle (Vittorio Veneto) existe aún el palacio llamado Citolini.
En 1530 vivía aún en Serravalle. Parece que fue discípulo de Giulio Camillo Delminio, el autor de La idea del teatro, de quien vino a recibir un gran impulso formativo; y se cree que le acompañó en sus viajes a Francia. Entre 1539 y 1540, Citolini estuvo con seguridad en Roma. Se exilió a Londres por motivos religiosos en 1565.
Citolini fue amigo y se carteó con grandes figuras italianas de su tiempo:  Baldassarre Castiglione, Annibal Caro, Pietro Bembo, Claudio Tolomei, Gian Giorgio Trissino y Pietro Aretino.
En su obra Lettera in difesa de la lingua volgare, de 1540, que es recordable, propuso que la nueva lengua toscana se denominase “italiana”. Publicó, siendo ya mayor, en 1561, una curiosa paraenciclopedia, conocida en Italia y Europa, La Tipocosmia. Contenía una nueva clasificación de los saberes, y tuvo influjo en libros similares de finales del siglo XVI.
Y escribió la primera Grammatica Italiana de la historia, inédita, que se conserva en el British Museum. 
Por su exilio religioso y su muerte en Londres ha sido olvidado durante siglos. Sólo desde 1971 ha venido recuperándose su legado en su país. Hoy es bastante conocido en Italia, gracias a Alessandro Serrai, Paolo Cherchi y Lina Bolzoni.

## Obras
- Lettera in difesa de la lingua volgare, Forlì, Marcolini, 1540
- La Tipocosmia, Venecia, Vincenzo Valgrisi, 1561
- Grammatica Italiana, manuscrito inédito (British Museum, Londres).
- Scritti linguistici, Pescara, Libreria dell'Università, 2003, editado por Claudio Di Felice.